# Mosteiro de Likir

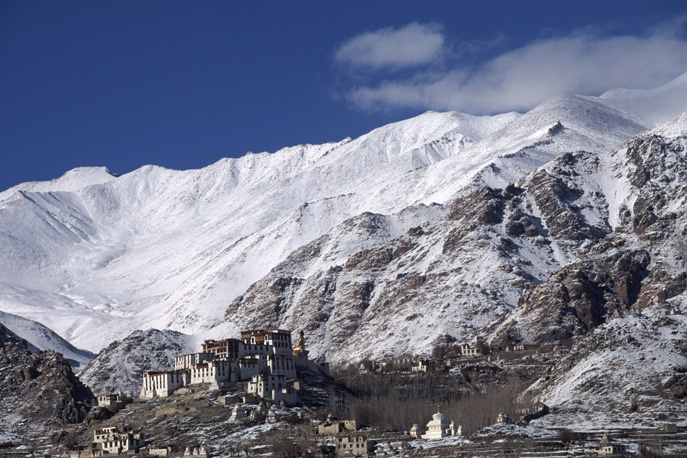
Vista do mosteiro do inverno

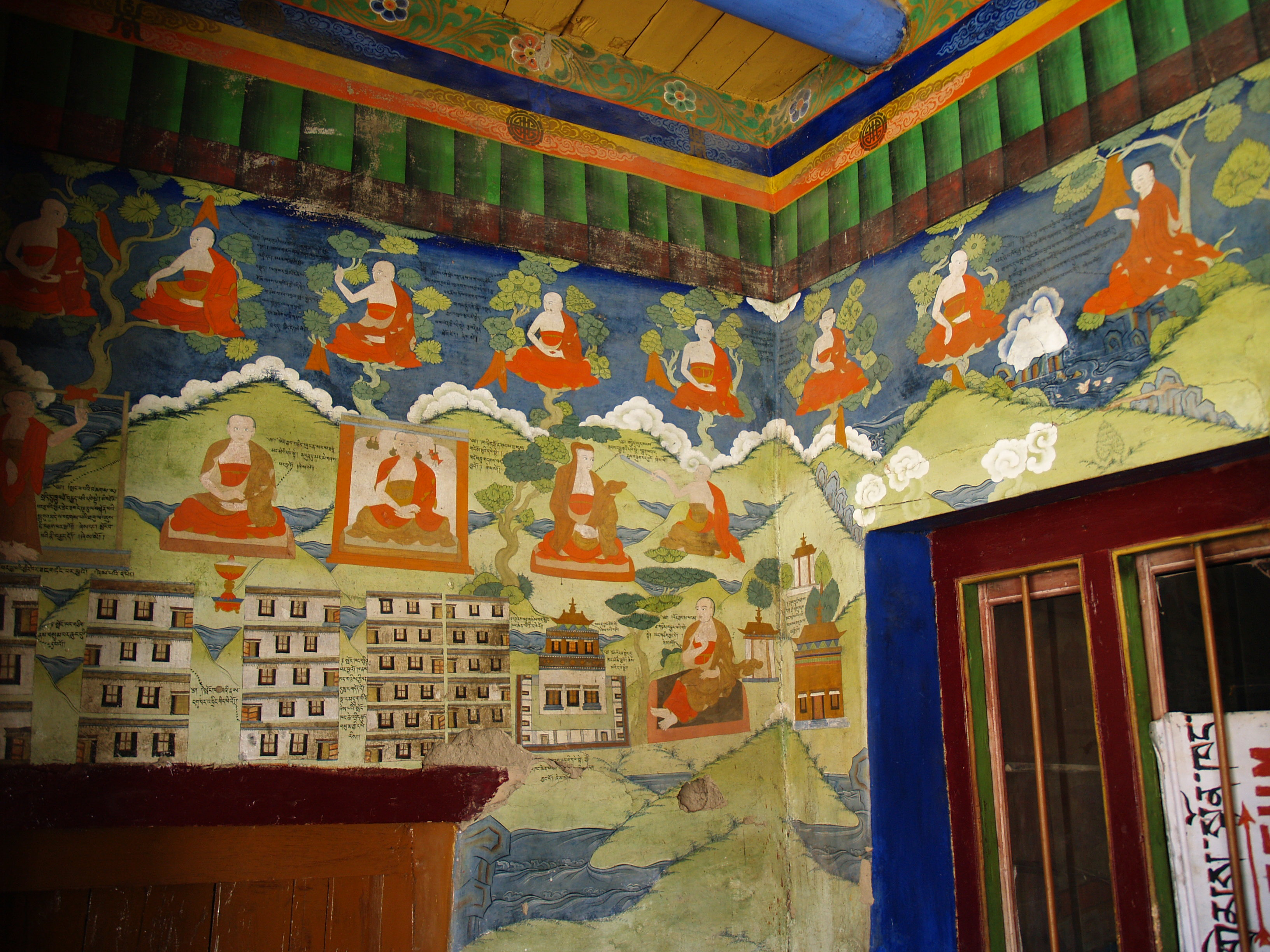
Pintura mural no interior do mosteiro

O Mosteiro de Likir ou Gompa de Likir, conhecido popularmente como Klu-Kkhjil ("espíritos da águas") é um mosteiro budista tibetano (gompa) da seita Gelug ("Chapéus Amarelos") do Ladaque, noroeste da Índia. Situa-se junto à aldeia de Likir, cerca de 52 km a noroeste de Lé, a capital regional. Pertence à seita Gelug e foi fundado em 1065 pelo lama Duwang Chosje, por ordem do quinto rei do Ladaque, Lhachen Gyalpo (Lha-chen-rgyal-po).
O mosteiro ocupa o cimo de um monte a 3 750 metros de altitude, acima de um vale, cerca de 14 km a norte do curso do rio Indo. Fica  10 km a norte da estrada Srinigar–Lé, 21 km a nordeste de Alchi e 50 km a leste de Khaltsi. Apesar de estar relativamente isolado, junto a ele passava uma antiga rota comercial importante, que vinha de oeste, por Tingmosgang e Hemis Shukpachan e seguia para leste, em direção a Lé.

## História
A gompa é mencionada nas crónicas ladaques como tendo sido erigida pelo rei Lhachen Gyalpo (Lha-chen-rgyal-po; r. c. 1050-1080). Likir significa "naga enrolada", uma referências aos dois espíritos-serpente, as Naga-rajas Nanda e Taksako. Presumivelmente, pertenceu originalmente à ordem Kadampa do budismo tibetano. Quando o tibetologista August Hermann Francke visitou o mosteiro em 1909 foi-lhe mostrada uma longa inscrição escrita em tinta negra numa parede que resumia a história do mosteiro, que Francke copiou e interpretou da seguinte forma:
| “ | O rei Lha-chen-rgyal-po fundou o mosteiro no século XI. No século XV, o lama Lha-dbang-chos-rje (um discípulo famoso de Tsongkhapa) converteu os lamas às doutrinas reformadas da ordem Ge-lug-pa e refundou o mosteiro como um estabelecimento Ge-lug-pa. Diz-se que depois, passada sete gerações de Lha-chen-rgyal-po, o rei Lha-chen-dngos-grub (r. ca. 1290–1320) subiu ao trono e instituiu o costume de enviar todos os noviços para Lassa. Esta afirmação é encontrada exatamente com as mesmas palavras que encontramos no rGyal-rabs. | ” |

Dezoito gerações mais tarde, o rei bDe-legs-rnam-rgyal reinou, mas o seu nome foi apagado da inscrição porque ele foi forçado a converter-se ao islão depois da batalha de Basgo, em 1646-1647. A inscrição data do reinado de Thse-dbang-rnam-rgyal II (Tsewang Namgyal II; ca. 1760-1780), que reparou o mosteiro depois dum fogo de grandes proporções. Francke descreveu também uma grande estupa que já não existe, situada abaixo do mosteiro, que no interior tinha frescos representando Tsongkhapa e outros lamas do seu tempo.
| “ | Pintada acima da porta, encontra-se uma figura muito estranha que se parece muito com uma das representações comuns de Srong-btsan-sgam-po (Songtsen Gampo). Os lamas disseram-me que ele representa um lama do tempo de Srong-btsan-sgam-po. A figura tem um chapéu com três pontas de cor branca e carrega dois leopardos debaixo dos braços. A parte mais baixa do chorten é uma sala quadrada que um lama me disse ser o templo mais antigo em Likir, que já lá estava quando o rei Lha-chenrgyal-po construiu o mosteiro. | ” |

O mosteiro de Likir tem sido dirigido por sucessivas reencarnações de Ngari Rinpoche (ou Naris Rinpoche), cuja reencarnação atual é o irmão mais novo do Dalai Lama, que embora não resida em Likir permanentemente, é quem dirige as pujas budistas mais importantes.
Em meados da década de 2010, o mosteiro tinha mais 120 monges e estudantes. Na década anterior, na escola do mosteiro estudavam pouco menos de 30 alunos. A escola é administrada pelo Instituto Central de Estudos Budistas (Central Institute of Buddhist Studies) de Lé e nela são lecionadas aulas em hindi, sânscrito e inglês.
O evento mais importante e famoso que ocorre no mosteiro é o Dosmochey, durante o qual são feitas oferendas votivas e realizadas danças sagradas. Tem lugar entre o 27.º e o 29.º dia do 12.º mês do calendário tibetano (segunda quinzena de fevereiro).

## Arquitetura

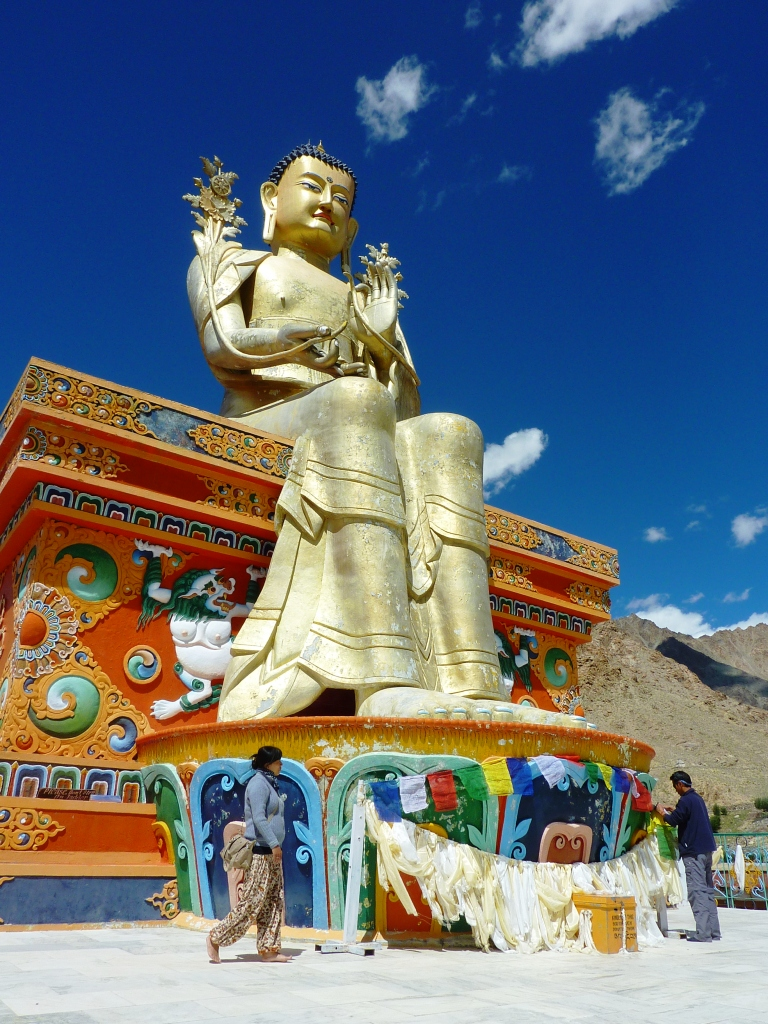
Estátua de de Maitreya com 23 metros de altura

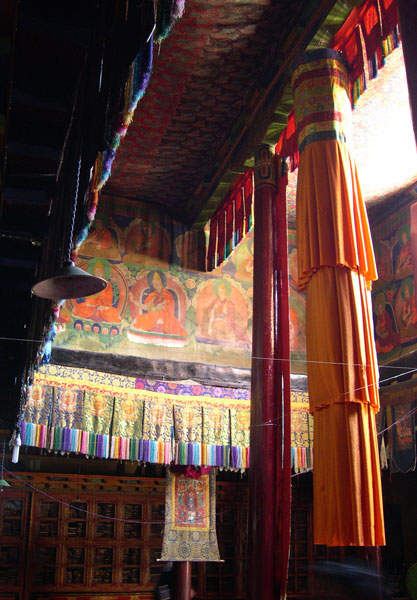
Thangkas

O mosteiro situa-se no cimo de um monte, acima de campos agrícolas da aldeia de Likir. O templo principal ocupa o planalto mais alto do complexo. Além do templo principal, as partes mais importantes do mosteiro são dois dukhangs (salas de assembleia ou de oração), alojamentos para os monges e edifícios de serviços, como a cozinha e o refeitório. As diversas partes do mosteiro foram modificadas, construídas e reconstruídas ao longo da sua extensa história e na sua forma atual sugerem um mosteiro bem fortificado, compacto e estrategicamente situado.[carece de fontes?]

### Dukhangs
O dukhang mais antigo situa-se no lado direito do pátio central. Nele há seis filas de assentos para os lamas, um trono para o lama chefe. Lá se encontram estátuas de um bodisatva, outra de Amitaba, três de Sakyamuni de grandes dimensões, uma de Maitreya e outra de Tsongkhapa, o fundador da seita dos "Chapéus Amarelos" (Gelug). A varanda tem thangkas (pinturas) dos Guardiões das Quatro Direções e de Yama segurando uma mandala da Roda da Vida.
Ainda no mesmo dukhang, há armários envidraçados onde são guardados exemplares obras como o Kandshur e o Thandshur. Nas vigas junto à entrada estão penduradas duas thangkas com representações de Sakyamuni e da divindade protetora de Likir. Por cima do telhado ergue-se uma estátua dourada de Maitreya com 23 metros de altura, completada em 1999. No pátio há uma grande árvore de espécie muito rara.
O dukhang novo tem cerca de 200 anos e situa-se no lado diagonalmente oposto à entrada do pátio. Contém uma estátua de Avalokiteshvara com mil braços e onze cabeças. Ao lado da estátua há armários com os volumes do Sumbum, que relatam a vida e os ensinamentos de Tsongkhapa. A parede à esquerda tem pinturas com os 35 Budas Confessionais, enquanto a da esquerda tem uma imagem de Sakyamuni ladeado por dois dos seus discípulos.

### Zinchun e gonkhang
Uma escadaria conduz para fora do dukhang novo, a qual conduz a um portal que se abre para um pátio. Nesse pátio encontra-se o zinchun, a sala do lama chefe, que contém principalmente thangkas, imagens de lamas e as 21 manifestações da Tara Branca, a consorte de Avalokiteshvara.
Descendo as escadas exteriores ao pátio do zinchun chega-se ao à sala do gonkhang ("templo do protetor" e das oferendas rituais). O gonkhang foi construído entre 1983 e 1984, quando o mosteiro passou por uma renovação. Nas suas paredes há thangkas com as divindades protetoras. O mesmo se passa na sala fechada por um vidro que se encontra em frente ao gonkhang.
Além de de manuscritos antigos, o mosteiro conserva importantes coleções de thangkas, vestuário antigo e cerâmica.